# H.S.R.V. Pelargos
De Haagse Studenten Roeivereniging Pelargos is de studentenroeivereniging uit Den Haag. Pelargos bestaat uit ruim 221 leden. Pelargos is opgericht op 2 mei 2002 en heeft sinds 2009 een eigen botenloods bij de Haage Hogeschool. Er wordt getraind op de Delftse Vliet.

## Huisstijl

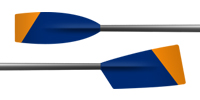
Design roeiblad

'Pelargos' is Grieks voor 'ooievaar', vandaar ook de gestileerde naar rechts vliegende ooievaar als beeldmerk. De kleuren van Pelargos zijn donkerblauw, oranje en grijs. De kleur grijs is destijds overgenomen uit de huisstijl van Pallas Athene (studentenvereniging waaruit Pelargos is ontstaan). De vlag betreft een donkerblauwe rechthoek met daarin het beeldmerk, in oranje, gecentreerd. Het roeiblad is tevens donkerblauw en met aan het uiteinde een schuin lopend oranje vlak.

## Huisvesting
In de eerste jaren na de oprichting in 2002 was Pelargos ondergebracht bij roeivereniging De Laak aan de Haagse Trekvliet. In 2009 verhuisde de club naar een eigen onderkomen aan de Laakhaven nabij de Haagse Hogeschool. Wegens groei van de vereniging ontstonden plannen voor nieuwbouw, samen met De Laak, op de huidige locatie van De Laak.